# Liste des conseillers généraux des Alpes-de-Haute-Provence (2011-2015)
Pour un article plus général, voir Conseil général des Alpes-de-Haute-Provence.

## Composition du conseil général desAlpes-de-Haute-Provence(30 sièges)
| Parti                             | Sigle | Élus |
| --------------------------------- | ----- | ---- |
| Majorité (24 sièges)              |       |      |
| Parti Communiste Français         | PCF   | 2    |
| Parti Socialiste                  | PS    | 14   |
| Europe Écologie Les Verts         | EELV  | 1    |
| Divers gauche                     | DVG   | 7    |
| Opposition (6 sièges)             |       |      |
| Union pour un mouvement populaire | UMP   | 1    |
| Divers droite                     | DVD   | 5    |
| Président du Conseil Général      |       |      |
| Gilbert Sauvan (PS)               |       |      |

## Liste des conseillers généraux desAlpes-de-Haute-Provence
| Canton                            | Circ. | Conseiller général         | Parti | Parti | Série |
| --------------------------------- | ----- | -------------------------- | ----- | ----- | ----- |
| Arrondissement de Barcelonnette   |       |                            |       |       |       |
| Barcelonnette                     | 2     | Lucien Gilly               |       | PS    | 2011  |
| Le Lauzet-Ubaye                   | 2     | Jean Claude Michel         |       | PS    | 2008  |
| Arrondissement de Castellane      |       |                            |       |       |       |
| Allos-Colmars                     | 1     | Alberte Vallée             |       | DVG   | 2008  |
| Annot                             | 1     | Jean Ballester             |       | DVD   | 2011  |
| Castellane                        | 1     | Gilbert Sauvan             |       | PS    | 2011  |
| Entrevaux                         | 1     | Gilbert Laurent            |       | DVD   | 2008  |
| Saint-André-les-Alpes             | 1     | Jacques Boetti             |       | UMP   | 2011  |
| Arrondissement de Digne-les-Bains |       |                            |       |       |       |
| Barrême                           | 1     | Bernard Molling            |       | DVG   | 2011  |
| Digne-les-Bains-Est               | 1     | René Massette              |       | PS    | 2008  |
| Digne-les-Bains-Ouest             | 1     | Françoise Bérenguier-Boyer |       | PS    | 2012  |
| La Javie                          | 1     | Jean Yves Roux             |       | PS    | 2011  |
| Mées                              | 1     | Serge Sardella             |       | DVD   | 2008  |
| Mézel                             | 1     | André Laurens              |       | PS    | 2011  |
| Moustiers-Sainte-Marie            | 1     | Michèle Bizot-Gastaldi     |       | PCF   | 2008  |
| Riez                              | 1     | Michel Zorzan              |       | DVG   | 2011  |
| Seyne                             | 2     | Michel Rey                 |       | DVG   | 2008  |
| Valensole                         | 1     | Maurice Chaspoul           |       | PS    | 2011  |
| Arrondissement de Forcalquier     |       |                            |       |       |       |
| Banon                             | 2     | Jean Louis Adrian          |       | PS    | 2011  |
| Forcalquier                       | 2     | Jacques Echalon            |       | DVG   | 2011  |
| La Motte-du-Caire                 | 2     | Marcel Clément             |       | PS    | 2008  |
| Manosque-Nord                     | 2     | Roland Aubert              |       | PS    | 2011  |
| Manosque-Sud-Est                  | 2     | Yannick Philipponneau      |       | PCF   | 2011  |
| Manosque-Sud-Ouest                | 2     | Sylviane Chaumont          |       | DVG   | 2008  |
| Noyers-sur-Jabron                 | 2     | Pierre Yves Vadot          |       | PS    | 2011  |
| Peyruis                           | 1     | Gérard De Meester          |       | EELV  | 2008  |
| Reillanne                         | 2     | Pierre Pourcin             |       | PS    | 2011  |
| Saint-Étienne-les-Orgues          | 2     | Félix Moroso               |       | DVG   | 2008  |
| Sisteron                          | 2     | Claude Brémond             |       | DVD   | 2008  |
| Turriers                          | 2     | Elie Aguillon              |       | DVD   | 2008  |
| Volonne                           | 1     | Claude Fiaert              |       | PS    | 2011  |